# Free At Last
Free At Last war ein kurzlebiges Bandprojekt um den Bluesmusiker Alexis Korner Ende der 1960er Jahre.

## Geschichte
Nachdem Korner 1967 Blues Incorporated aufgelöst hatte, gründete er bald darauf zusammen mit dem ehemaligen Schlagzeuger von John Mayall’s Bluesbreakers, Hughie Flint, und Binky McKenzie am Bass die Band Free At Last. Zusammen veröffentlichte das Trio nur eine Single, Rosie / Rock Me.
Laut Alexis Korners „Roots Chart“ im Album „Bootleg Him“ gehörten außerdem zu dieser Formation: Marsha Hunt, Victor Brox, Cliff Barton und Gerry Conway.
Bald darauf wurde Binkie McKenzie wegen Mordes zu einer langen Gefängnisstrafe verurteilt und Korner löste die Band auf. Hughie Flint gründete darauf zusammen mit dem Gitarristen Tom McGuinness die Band McGuinness Flint. Alexis Korner gründete 1968 zusammen mit dem ehemaligen Gitarristen der dänischen Bluesband Beefeaters, Peter Thorup, die Band New Church, die auch nur kurzzeitig bestand, aber zumindest ein Album veröffentlichte.
Alexis Korner gab der Band Free wohl in Anlehnung an dieses Projekt ihren Namen. Der Bassist und Mitgründer von Free, Andy Fraser, lernte Korners Tochter Sappho auf dem Hammersmith’s College of Further Education kennen und akzeptierte als Scheidungskind Korner mehr als Vaterfigur als seinen leiblichen Erzeuger.